# Hôtel des Artistes : Noirs et blancs
Pour plus de détails, voir Fiche technique et Distribution.
Hôtel des Artistes : Noirs et blanc est un court métrage français réalisé par Jean Perdrix en 1949.

## Synopsis
A l'Hôtel des Artistes, des interprètes essaient de dissuader en chanson un huissier qui tente de saisir les meubles.

## Fiche technique
- Réalisation : Jean Perdrix
- Production : Jacques Vitry
- Photographie : Jacques Lemare
- Pays de production :  France
- Format : Noir et blanc - Mono
- Genre : Comédie
- Durée : 13 minutes
- Année de sortie : 1949

## Chansons
- Hello Philomène
  - Interprétation : Camille Sauvage

- Amoureusement
  - Musique : Gilly Chenouard
  - Paroles : François Llenas
  - Interprétation : Éliane Embrun

- Roller Catch
  - Interprétation : Camille Sauvage

## Production
Les chansons sont interprétées avec l'orchestre de Camille Sauvage.